# Російсько-фінські монети
Російсько-фінські монети — гроші, що випускалися у 1864—1917 роках в Російській імперії для Фінляндії, яка входила до її складу.

## Перелік монет
| 1917 1.645.000 1916 3.040.000 1915 2.250.000 1914 1.895.000 1913 1.645.000 1912 2.450.000 1911 2.550.000 1909 3.058.280 1908 954.782 1907 2.484.517 | 1906 1.022.841 1905 1.396.064 1904 496.465 1903 1.145.807 1902 1.003.819 1901 1.515.353 1900 3.543.505 1899 1.540.593 1898 1.431.451 1895 877.572 |

| 1876 2.005.105 1875 1.550.000 1874 1.450.000 1873 2.000.000 1872 1.000.000 1871 1.500.000 | 1870 500.000 1869 1.575.000 1867 3.843.000 1866 3.673.000 1865 515.000 1864 30.000 |

| 1917 1.645.000 1916 3.040.000 1915 2.250.000 1914 1.895.000 1913 1.645.000 1912 2.450.000 1911 2.550.000 1909 3.058.280 1908 954.782 1907 2.484.517 | 1906 1.022.841 1905 1.396.064 1904 496.465 1903 1.145.807 1902 1.003.819 1901 1.515.353 1900 3.543.505 1899 1.540.593 1898 1.431.451 1895 877.572 |

| 1876 2.005.105 1875 1.550.000 1874 1.450.000 1873 2.000.000 1872 1.000.000 1871 1.500.000 | 1870 500.000 1869 1.575.000 1867 3.843.000 1866 3.673.000 1865 515.000 1864 30.000 |

| ІІ тип (1917) І тип (1896—1917) Матеріал: мідь Гурт: гладкий Аверс/реверс: медальне (0°) Маса (г): 6,4 Діаметр (мм): 25 Товщина (мм): 1,7 Випуски та тиражі: \| 1917 ? ІІ тип 1917 4.072.000 1916 4.463.000 1915 2.078.000 1914 824.000 1913 1.058.000 1912 456.000 1911 1.054.000 1910 66.000 1908 1.664.615 \| 1907 766.889 1906 958.523 1905 625.559 1901 996.343 1899 854.239 1898 1.154.349 1897 592.210 1896 415.216 \| | (1888—1892) Матеріал: мідь Гурт: гладкий Аверс/реверс: медальне (0°) Маса (г): 6,4 Діаметр (мм): 25 Товщина (мм): 1,7 Випуски та тиражі: 1892 328.486 1889 1.070.000 1888 604.150 | (1865—1875) Матеріал: мідь Гурт: гладкий Аверс/реверс: медальне (0°) Маса (г): 6,4 Діаметр (мм): 25 Товщина (мм): 1,7 Випуски та тиражі: 1875 1.000.000 1873 1.000.000 1872 500.000 1870 300.000 1867 1.664.000 1866 2.484.000 1865 474.000 |
| 1917 ? ІІ тип 1917 4.072.000 1916 4.463.000 1915 2.078.000 1914 824.000 1913 1.058.000 1912 456.000 1911 1.054.000 1910 66.000 1908 1.664.615 | 1907 766.889 1906 958.523 1905 625.559 1901 996.343 1899 854.239 1898 1.154.349 1897 592.210 1896 415.216                                                                         | |

| 1917 ? ІІ тип 1917 4.072.000 1916 4.463.000 1915 2.078.000 1914 824.000 1913 1.058.000 1912 456.000 1911 1.054.000 1910 66.000 1908 1.664.615 | 1907 766.889 1906 958.523 1905 625.559 1901 996.343 1899 854.239 1898 1.154.349 1897 592.210 1896 415.216 |

| ІІ тип (1917) І тип (1895—1917) Матеріал: мідь Гурт: гладкий Аверс/реверс: медальне (0°) Маса (г): 12,8 Діаметр (мм): 30 Товщина (мм): 2,2 Випуски та тиражі: \| 1917 ? 1917 1.598.000 1916 1.952.000 1915 418.000 1914 605.000 1913 148.000 1912 191.000 1911 367.000 1910 241.000 1909 182.339 \| 1908 318.951 1907 503.047 1905 500.134 1900 522.533 1899 435.933 1898 37.132 1897 502.948 1896 294.771 1895 211.735 \| | (1889—1891) Матеріал: мідь Гурт: гладкий Аверс/реверс: медальне (0°) Маса (г): 12,8 Діаметр (мм): 30 Товщина (мм): 2,2 Випуски та тиражі: 1891 294.285 1890 106.425 1889 100.000 | (1865—1876) Матеріал: мідь Гурт: гладкий Аверс/реверс: медальне (0°) Маса (г): 12,8 Діаметр (мм): 30 Товщина (мм): 2,2 Випуски та тиражі: 1876 300.000 1875 100.000 1867 1.440.000 1866 850.000 1865 247.000 |
| 1917 ? 1917 1.598.000 1916 1.952.000 1915 418.000 1914 605.000 1913 148.000 1912 191.000 1911 367.000 1910 241.000 1909 182.339 | 1908 318.951 1907 503.047 1905 500.134 1900 522.533 1899 435.933 1898 37.132 1897 502.948 1896 294.771 1895 211.735                                                              | |

| 1917 ? 1917 1.598.000 1916 1.952.000 1915 418.000 1914 605.000 1913 148.000 1912 191.000 1911 367.000 1910 241.000 1909 182.339 | 1908 318.951 1907 503.047 1905 500.134 1900 522.533 1899 435.933 1898 37.132 1897 502.948 1896 294.771 1895 211.735 |

| 1917 S 2.308.988 ІІ тип 1917 S 5.816.000 1916 S 6.392.000 1915 S 2.400.000 1913 S 832.000 1910 L 392.000 1909 L 1.099.462 1908 L 339.600 | 1907 L 590.785 1906 L 281.280 1902 L 206.830 1901 L 993.909 1899 L 312.126 1898 L 444.660 1897 L 450.172 1894 L 817.215 | 1891 L 280.955 1890 L 796.805 1889 L 403.897 1876 S 1.200 1875 S 808.000 1873 S 800.000 1872 S 400.000 1871 150.000 | 1869 S 264.000 1868 S 136.000 1867 S 383.000 1866 S 807.000 1865 S 705.000 |

| 1917 S 573.387 ІІ тип 1917 S 3.972.000 1916 S 4.752.000 1915 S 1.000.000 1914 S 600.000 1911 L 616.000 | 1908 L 353.436 1907 L 257.911 1893 400.825 1892 L 344.984 1891 L 282.136 1890 L 691.776 | 1889 L 312.000 1876 S 600 1874 S 402.000 1872 S 200.000 1871 S 320.000 1869 S 144.000 | 1868 S 140.000 1866 S 363.000 1865 S 1.184.000 1864 S 104.000 |

| Матеріал: срібло 868-ої проби Гурт: рифлений Аверс/реверс: медальне (0°) Маса (г): 5,18 Діаметр (мм): 24 Товщина (мм): 1,35 | Випуски та тиражі: \| 1915 S 1.212.000 1908 L 153.577 1907 L 348.136 1893 254.564 \| 1892 L 484.334 1890 L 841.342 1874 S 1.002.000 1872 S 538.000 \| 1867 S 852.000 1866 S 1.986.000 1865 S 1.673.000 1864 S 75.000 \| |                                                                |
| 1915 S 1.212.000 1908 L 153.577 1907 L 348.136 1893 254.564                                                                 | 1892 L 484.334 1890 L 841.342 1874 S 1.002.000 1872 S 538.000 | 1867 S 852.000 1866 S 1.986.000 1865 S 1.673.000 1864 S 75.000 |

| 1915 S 1.212.000 1908 L 153.577 1907 L 348.136 1893 254.564 | 1892 L 484.334 1890 L 841.342 1874 S 1.002.000 1872 S 538.000 | 1867 S 852.000 1866 S 1.986.000 1865 S 1.673.000 1864 S 75.000 |

| Матеріал: срібло 868-ої проби Гурт: напис Аверс/реверс: медальне (0°) Маса (г): 10,37 Діаметр (мм): 27,5 Товщина (мм): 1,9 | Випуски та тиражі: \| 1908 L 124.935 1907 L 125.572 1906 L 226.091 1905 L 24.543 1874 S 502.500 \| 1872 S 250.000 1870 S 500.000 1866 S 818.000 1865 S 203.000 \| |
| 1908 L 124.935 1907 L 125.572 1906 L 226.091 1905 L 24.543 1874 S 502.500                                                  | 1872 S 250.000 1870 S 500.000 1866 S 818.000 1865 S 203.000 |

| 1908 L 124.935 1907 L 125.572 1906 L 226.091 1905 L 24.543 1874 S 502.500 | 1872 S 250.000 1870 S 500.000 1866 S 818.000 1865 S 203.000 |

| Матеріал: золото 900-ої проби Гурт: рифлений Аверс/реверс: медальне (0°) Маса (г): 3,23 Діаметр (мм): 18,9 Товщина (мм): ? | Випуски та тиражі: \| 1913 S 396.000 1905 L 42.921 1904 L 102.303 1882 S 386.000 \| 1881 S 100.000 1879 S 200.000 1878 S 254.000 \| |
| 1913 S 396.000 1905 L 42.921 1904 L 102.303 1882 S 386.000                                                                 | 1881 S 100.000 1879 S 200.000 1878 S 254.000                                                                                        |

| 1913 S 396.000 1905 L 42.921 1904 L 102.303 1882 S 386.000 | 1881 S 100.000 1879 S 200.000 1878 S 254.000 |

| Матеріал: золото 900-ої проби Гурт: рифлений Аверс/реверс: медальне (0°) Маса (г): 6,45 Діаметр (мм): 21,3 Товщина (мм): ? | Випуски та тиражі: \| 1913 S 214.000 1912 L ? 1912 S 881.000 1911 L 161.000 \| 1910 S 201.000 1904 L 188.253 1903 L 112.012 1891 L 90.541 \| 1880 S 90.020 1879 S 300.000 1878 S 235.000 \| |                                             |
| 1913 S 214.000 1912 L ? 1912 S 881.000 1911 L 161.000                                                                      | 1910 S 201.000 1904 L 188.253 1903 L 112.012 1891 L 90.541 | 1880 S 90.020 1879 S 300.000 1878 S 235.000 |

| 1913 S 214.000 1912 L ? 1912 S 881.000 1911 L 161.000 | 1910 S 201.000 1904 L 188.253 1903 L 112.012 1891 L 90.541 | 1880 S 90.020 1879 S 300.000 1878 S 235.000 |